# Dirac (Charente)
Dirac település Franciaországban, Charente megyében. Lakosainak száma 1509 fő (2022. január 1.). Dirac Angoulême, Dignac, Garat, Puymoyen, Sers, Soyaux és Torsac községekkel határos.

## Népesség
A település népessége az elmúlt években az alábbi módon változott:
| Lakosok száma | 579  | 1037 | 1260 | 1392 | 1522 | 1512 | 1518 | 1520 | 1521 | 1509 |
|               | 1968 | 1982 | 1990 | 2006 | 2013 | 2015 | 2017 | 2019 | 2020 | 2022 |